# Абрикосовий (Мартиновський район)
Абрикосовий — селище в Мартиновському районі Ростовській області Росії.
Входить до складу Зеленолугського сільського поселення.

## Географія

### Вулиці
- вул. Східна,
- вул. Західна,
- вул. Садова,
- вул. Світла,
- вул. Студентська,
- вул. Торгова,
- вул. Українська,
- вул. Шкільна.